# Les Cowboys Fringants
Gli Les Cowboys Fringants sono un gruppo musicale indie canadese formatosi nel 1995 a Repentigny in Quebec.
I membri della band provengono dai sobborghi di Montreal di Repentigny e L'Assomption. L'intera band collabora alla stesura dei testi, sebbene il maggior contributore come paroliere sia il chitarrista Jean-François Pauzé.
La band ha vinto 17 Félix Award, di cui cinque nell'edizione del 2020 e un Juno Award nel 2024 per un album realizzato in collaborazione con la Orchestre symphonique de Montréal.

## Membri
- Jean-François "JF" Pauzé – chitarra ritmica
- Marie-Annick Lépine – violino, mandolino, fisarmonica, pianoforte, banjo
- Jérôme Dupras – basso, contrabbasso

### Membri precedenti
- Karl Tremblay – voce; (morto il 15 novembre 2023)
- Dominique "Domlebo" Lebeau – batteria; (1995-2007)

## Discografia
Album in studio
- 12 Grandes chansons (1997)
- Sur mon canapé (1998)
- Motel Capri (2000)
- Break syndical (2002)
- La Grand-Messe (2004)
- L'expédition (2008)
- Sur un air de déjà vu (2008)
- Que du vent (2011)
- Octobre (2015)
- Les antipodes (2019)
- Les nuits de Repentigny (2021)
- Pub Royal (2024)

Compilation
- Enfin Réunis (12 grandes chansons + Sur Mon Canapé) (2001)

Live album
- Attache ta tuque! (2003)
- Au Grand Théâtre de Québec (2007)
- En concert au Zénith de Paris (2010)
- En concert avec l’Orchestre symphonique de Montréal (sous la direction du chef Simon Leclerc) (2023)

Video album
- Centre Bell 30 décembre 2003 (2004)

Singolo radiofonico
- L'Amérique pleure (2019)